# Jeff Jones
Jeff Jones – kanadyjski basista. Największą popularność zyskał jako członek zespołu Ocean, grającego gospel rock. Ich singel "Put Your Hand in the Hand" otrzymał 3 maja 1971 roku złotą płytę. Grupa rozpadła się w 1975 roku.
Jones występował w lecie 1968 roku razem z Alexem Lifesonem oraz Johnem Rutseyem na początku istnienia zespołu Rush jako basista i wokalista. Został zastąpiony przez Geddy'ego Lee we wrześniu tego roku. Jones dołączył później do zespołu rockowego Red Rider z którym występuje do dziś.